# Jacques-Eugène Barthélémy
Pour les articles homonymes, voir Barthélemy.

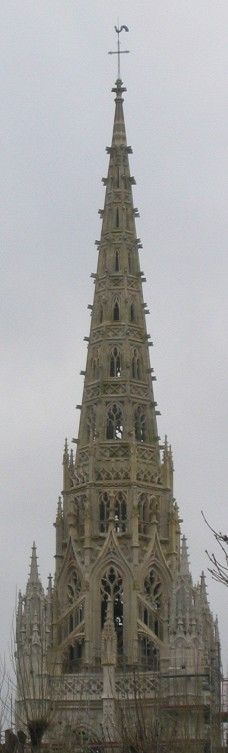
Flèche de l'église Saint-Maclou à Rouen.

Jacques-Eugène Barthélémy (né à Rouen le 13 octobre 1799 et mort dans cette même ville le 16 mai 1882) est un architecte français.

## Biographie
Architecte du diocèse de Rouen à partir de 1848, il est l'auteur d'églises dans le style néogothique. Membre de la Société libre d'émulation de la Seine-Inférieure en 1828, il est reçu à l'Académie des sciences, belles-lettres et arts de Rouen en 1837. Il est domicilié 32 rue Porte-aux-Rats puis 26, rue de la Chaîne. La place Barthélémy à Rouen porte son nom.
Une plaque portant son nom figure sur la fontaine de la Croix-de-Pierre avec le texte suivant : « an 1872, Jacques Eugène Barthélémy par dévouement aux intérêts de la cité a dirigé gratuitement la reconstruction de ce monument et a fait don de la croix qui est placée à son sommet ».
Son fils Marie-Eugène (1825-1900) est également architecte (église Saint-André de Mont-Saint-Aignan en 1895, et à Rouen l'église Saint-Paul et la chapelle du pensionnat Jean-Baptiste-de-La-Salle en 1890).

## Distinctions
- Chevalier de l'ordre de saint Sylvestre (1854)
- Chevalier de l'ordre de Saint-Grégoire-le-Grand (1868)
- Chevalier de la Légion d'honneur (1868)[7]

## Œuvres
De ses œuvres sont :
- basilique Notre-Dame de Bonsecours (1840-1844)
- basilique Notre-Dame-de-la-Délivrande de Douvres-la-Délivrande (1855-1878)
- flèche en pierre de l'église Saint-Maclou de Rouen (1868)
- église Saint-Clément de Rouen (1872)
- église Saint-Martin (Anglesqueville-l'Esneval, clocher)
- église Saint-Pierre (Bar-sur-Aube, 1874, autel de la Vierge)
- église Saint-Michel (Bertreville-Saint-Ouen, 1865)
- église Saint-Aubin (Houlgate, 1878)
- église Sainte-Croix (Brionne, extension)
- église Saint-Pierre (Bourdainville, 1852)
- église Saint-Pierre-et-Saint-Paul (Blanzy, ca 1860)
- église Saint-Pierre[8],[9] (Saint-Pierre-de-Varengeville, 1861)
- église Sainte-Croix[réf. nécessaire] (Bernay)
- église Saint-Paul[10] (La Croix-Saint-Leufroy, 1895, chœur reconstruit)
- église Saint-Vaast[11] (Clères, 1894)
- église Sainte-Croix[12] (Cormeilles, 1882, travaux)
- église de l'Immaculée-Conception[13] (Elbeuf)
- église Notre-Dame (Caudebec-lès-Elbeuf, fin XIXe siècle, interruption du chantier de ré-édification en 1870-1871)
- église Sainte-Madeleine (Goderville)
- église Saint-Martin (Le Houlme)
- église Notre-Dame (Limpiville)
- église Saint-Martin de Maromme
- église Saint-Martin (Oissel, 1871)
- église Saint-Jacques de Saint-Jacques-sur-Darnétal
- chapelle Saint-Gilles de l'Hôtel-Dieu [14] à Louviers en 1874
- chapelle funéraire du château du Plessis de Bouquelon (1844)
- église Saint-Jean[15] (Saint-Jean-du-Cardonnay).

En collaboration avec son fils Marie-Eugène Barthélémy :
- chapelle néogothique de l'ancien petit séminaire du Mont-aux-Malades de Rouen appelé séminaire Saint-Romain[16].